# Turneul celor Patru Trambuline 2012-2013
Turneul celor Patru Trambuline 2012-13 a avut loc în cele patru locuri tradiționale: Oberstdorf, Garmisch-Partenkirchen, Innsbruck și Bischofshofen, situate în Germania și Austria, în perioada 29 decembrie 2012 și 06 ianuarie 2013.

## Rezultate

### Oberstdorf
HS 137 Schattenbergschanze, Germania

29 decembrie 2012
| Loc | Nume                  | Naționalitate | 1a(m) | 2a (m) | Puncte | Puncte Total Turneu |
| --- | --------------------- | ------------- | ----- | ------ | ------ | ------------------- |
| 1   | Anders Jacobsen       | Norvegia      | 138.0 | 139.0  | 308.6  | 308.6 (1)           |
| 2   | Gregor Schlierenzauer | Austria       | 134.5 | 138.5  | 297.0  | 297.0 (2)           |
| 3   | Severin Freund        | Germania      | 138.5 | 135.5  | 290.8  | 290.8 (3)           |
| 4   | Dimitry Vassiliev     | Rusia         | 137.5 | 138.5  | 282.6  | 282.6 (4)           |
| 5   | Tom Hilde             | Norvegia      | 135.5 | 138.5  | 281.3  | 281.3 (5)           |

### Garmisch-Partenkirchen
HS 140 Große Olympiaschanze, Germania

1 ianuarie 2013
| Loc | Nume                  | Naționalitate | 1a(m) | 2a (m) | Puncte | Puncte Total Turneu |
| --- | --------------------- | ------------- | ----- | ------ | ------ | ------------------- |
| 1   | Anders Jacobsen       | Norvegia      | 131.0 | 143.0  | 277.7  | 586.3 (1)           |
| 2   | Gregor Schlierenzauer | Austria       | 134.0 | 136.5  | 276.8  | 573.8 (2)           |
| 3   | Anders Bardal         | Norvegia      | 136.5 | 135.5  | 267.2  | 534.1 (6)           |
| 4   | Tom Hilde             | Norvegia      | 133.5 | 138.0  | 266.4  | 547.7 (3)           |
| 5   | Maciej Kot            | Polonia       | 134.5 | 135.0  | 265.7  | 363.1 (33)          |

### Innsbruck
HS 130 Bergiselschanze, Austria

 4 ianuarie 2013
| Loc | Nume                  | Naționalitate | 1a(m) | 2a (m) | Puncte | Puncte Total Turneu |
| --- | --------------------- | ------------- | ----- | ------ | ------ | ------------------- |
| 1   | Gregor Schlierenzauer | Austria       | 131.5 | 123.0  | 253.7  | 827.5 (1)           |
| 2   | Kamil Stoch           | Polonia       | 124.5 | 123.0  | 240.9  | 767.0 (6)           |
| 3   | Anders Bardal         | Norvegia      | 125.0 | 120.0  | 235.4  | 769.5 (5)           |
| 4   | Severin Freund        | Germania      | 125.0 | 120.5  | 234.4  | 777.1 (4)           |
| 5   | Peter Prevc           | Slovenia      | 124.0 | 121.5  | 232.3  | 744.7 (9)           |

### Bischofshofen
HS 140 Paul-Ausserleitner-Schanze, Austria

 6 ianuarie 2014
| Loc | Nume                  | Naționalitate | 1a(m) | 2a (m) | Puncte | Puncte Total Turneu |
| --- | --------------------- | ------------- | ----- | ------ | ------ | ------------------- |
| 1   | Gregor Schlierenzauer | Austria       | 133.0 | 137.5  | 272.7  | 1100.2 (1)          |
| 2   | Anders Jacobsen       | Norvegia      | 131.5 | 139.0  | 270.4  | 1087.2 (2)          |
| 3   | Stefan Kraft          | Austria       | 131.0 | 131.0  | 261.3  | 480.2 (40)          |
| 4   | Kamil Stoch           | Polonia       | 131.0 | 131.5  | 260.2  | 1027.2 (4)          |
| 5   | Anders Bardal         | Norvegia      | 130.0 | 130.0  | 257.3  | 1026.8 (5)          |

### Clasament General
Clasamentul final al celot patru concursuri. Gregor Schlierenzauer a fost câștigătorul Turneului.
| Loc | Nume                  | Naționalitate | Oberstdorf (final) | Garmisch-Partenkirchen (final) | Innsbruck (final) | Bischofshofen (final) | Puncte Total Turneu |
| --- | --------------------- | ------------- | ------------------ | ------------------------------ | ----------------- | --------------------- | ------------------- |
| 1   | Gregor Schlierenzauer | Austria       | 297.0 (2)          | 276.8 (2)                      | 253.7 (1)         | 272.7 (1)             | 1100.2              |
| 2   | Anders Jacobsen       | Norvegia      | 308.6 (1)          | 277.7 (1)                      | 230.5 (7)         | 270.4 (2)             | 1087.2              |
| 3   | Tom Hilde             | Norvegia      | 281.3 (5)          | 266.4 (4)                      | 230.6 (6)         | 250.9 (9)             | 1029.2              |
| 4   | Kamil Stoch           | Polonia       | 264.3 (13)         | 261.8 (6)                      | 240.9 (2)         | 260.2 (4)             | 1027.2              |
| 5   | Anders Bardal         | Norvegia      | 266.9 (11)         | 267.2 (3)                      | 235.4 (3)         | 257.3 (5)             | 1026.8              |
| 6   | Michael Neumayer      | Germania      | 274.6 (8)          | 246.1 (21)                     | 224.5 (13)        | 251.5 (8)             | 996.7               |
| 7   | Dimitry Vassiliev     | Rusia         | 282.6 (4)          | 261.8 (6)                      | 197.5 (30)        | 252.9 (7)             | 994.8               |
| 8   | Peter Prevc           | Slovenia      | 259.8 (18)         | 252.6 (10)                     | 232.3 (5)         | 245.2 (15)            | 989.9               |
| 9   | Andreas Wellinger     | Germania      | 272.4 (10)         | 253.0 (9)                      | 220.1 (21)        | 243.2 (19)            | 988.7               |
| 10  | Martin Schmitt        | Germania      | 263.6 (16)         | 252.0 (14)                     | 225.4 (12)        | 239.8 (24)            | 980.8               |

## Legături externe
- de Site web oficial